# Amahrok Ould Mouha Ou Hammou Zayani
Pour les articles homonymes, voir Zayani.
Amahrok, mort en 1939 à Khénifra, est un chef de guerre marocain, personnalité distinguée parmi les fils de Mouha Ou Hammou Zayani surtout pour les services qu'il a rendus à la France lors de la pacification du moyen Atlas, notamment contre Aït Soukhmane et Aït Seghrouchen.
Il est parmi les trois fils de Mouha ou Hammou à se rallier au camp des coloniaux français.

## Biographie
Amahrok Ould Mouha ou Hammou Zayani El Harkati, né à Khénifra, avait participé avec dix chefs de guerre à la cérémonie de soumission au général Poeymirau en juin 1920. Il devint pacha adjoint de son frère le pacha Hassan ben Mohammed Amahzoune. La littérature coloniale le décrit comme un chef de guerriers incontestable ayant combattu les révolutionnaires des Amhaouchens[Quoi ?]. Il se distingua dans la bataille de Tazizaoute, où il obtint le 14 septembre 1932 la reddition de El Mekki Amhaouch, un chef rebelle des Aït Soukhmanes de la haute Moulouya.
Le capitaine Amahrok était un grand stratège. Il meurt en 1939 à Khénifra.
Titulaire de la croix de guerre des TOE, avant sa mort, il avait été promu grand officier de la Légion d'honneur.

## Liens Externes
- Journal Le Rappel du 6 juin 1920